# Архиепархия Асунсьона
Архиепархия Асунсьона (исп. Arquidiócesis de Asunción, лат. Archidioecesis Sanctissimae Assumptionis) — архиепархия Римско-католической церкви с центром в городе Асунсьон, столице Парагвая. В митрополию Асунсьона входят епархии Бенхамина-Асеваля, Вильяррики-дель-Эспириту-Санто, Каакупе, Каасапы, Канендию, Карапегуа, Консепсьона, Коронеля-Овьедо, Сан-Лоренсо, Сан-Педро, Сан-Хуан-Баутиста-де-лас-Мисьонеса, Сьюдад-дель-Эсте и Энкарнасьона.

## История
1 июля 1547 года Святой Престол учредил епархию Парагвая, выделив её из епархии Куско.
6 апреля 1620 года епархия Парагвая уступила часть территории новоучреждённой епархии Буэнос-Айреса.
1 мая 1929 года епархия Парагвая была преобразована в архиепархию Асунсьона, уступив часть территории новоучреждённым епархиям Консепсьона-и-Чако и Вильяррики.
В дальнейшем архиепархия Асунсьона уступила часть территории новым образованиям:
- 19 января 1957 года — епархии Сан-Хуан-Баутиста-де-лас-Мисьонеса;
- 2 августа 1960 года — территориальной прелатуре Каакупе;
- 18 мая 2000 года — епархии Сан-Лоренсо.

## Ординарии архиепархии
- архиепископ Sinforiano Bogarín (21.09.1894 — † 25.02.1949);
- архиепископ Juan José Aníbal Mena Porta (25.02.1949 — 16.06.1970);
- архиепископ Исмаэль Блас Ролон Сильверо, S.D.B. (16.06.1970 — 20.05.1989);
- архиепископ Фелипе Сантьяго Бенитес Авалос (20.05.1989 — 15.06.2002);
- архиепископ Эустакио Пастор Кукехо Верга, C.SS.R. (15.06.2002 — 6.11.2014);
- архиепископ Эдмундо Понсиано Валенсуэла Мельид, S.D.B. (6.11.2014 — 17.02.2022);
- кардинал Адальберто Мартинес Флорес, S.D.B. (17.02.2022 — по настоящее время).